# Camagna Monferrato
Camagna Monferrato – miejscowość i gmina we Włoszech, w regionie Piemont, w prowincji Alessandria.
Według danych na styczeń 2010 gminę zamieszkiwało 538 osób przy gęstości zaludnienia 57,3 os./1 km².